# Dino Zandegù
Dino Zandegù  (* 31. Mai 1940 in Rubano) ist ein ehemaliger italienischer Radrennfahrer.

## Sportliche Laufbahn
Als Amateur kam Zandegù zu seinem größten sportlichen Erfolg: Weltmeister im 100-km-Mannschaftsfahren 1962 vor heimischem Publikum in Salo – ein Jahr später wurde er mit dem italienischen Straßen-Vierer Vizeweltmeister und bestritt die Tour de l’Avenir.
Von 1964 bis 1972 war er Berufsfahrer und fünf Jahre lang Helfer von Felice Gimondi. Als Berufsfahrer konnte er insgesamt 39 Siege erringen. Der erste Sieg gelang ihm auch im ersten Jahr als Profi 1964 mit dem Circuito di Foligni. 1967 gewann er den Giro di Campania. 1969 siegte er im Eintagesrennen Trofeo Jaumendreu in Spanien. Seinen letzten Sieg realisierte er während der Tour de la Nouvelle-France 1972 mit einem Etappensieg. Sein Beiname war Il Cantante, der Singende Sprinter, weil er nach jedem Sieg auf dem Podium ein Lied zum Besten gab. Bei der Flandern-Rundfahrt, die er 1967 gewinnen konnte, regnete es in Strömen, was ihn jedoch nicht davon abhielt ’O sole mio zu singen.

## Berufliches
Nach seiner aktiven Karriere, die er 32-jährig beendete, war er in den 1990er Jahren für kurze Zeit Sportlicher Leiter im Radsportteam Brescialat.

## Erfolge
1965
- Giro della Romagna

1966
- zwei Etappen Giro d’Italia
- Gesamtwertung und eine Etappe Tirreno–Adriatico
- eine Etappe Giro di Sardegna

1967
- Flandern-Rundfahrt
- zwei Etappen und  Punktewertung Giro d’Italia
- Trofeo Matteotti
- eine Etappe Tirreno–Adriatico
- Giro di Campania

1968
- Trofeo Masferrer
- drei Etappen Giro di Sardegna
- eine Etappe Katalonien-Rundfahrt

1969
- Giro della Romagna
- Trofeo Masferrer
- eine Etappe Giro di Sardegna
- eine Etappe Katalonien-Rundfahrt

1970
- eine Etappe  Giro d’Italia
- eine Etappe Tour de Romandie
- eine Etappe Tour de Suisse

1971
- eine Etappe  Giro d’Italia
- zwei Etappen Tour de la Nouvelle-France

1972
- zwei Etappen Tour de la Nouvelle-France